# Caliraja stellulata
Caliraja stellulata (Syn.: Beringraja stellulata, Raja stellulata) ist eine Art der Echten Rochen (Rajidae). Er kommt im nördlichen Pazifik von der Beringstraße bis zum nördlichen Niederkalifornien vor. 

## Merkmale
Caliraja stellulata wird maximal 76 Zentimeter lang. Seine Oberseite ist graubraun und von zahlreichen dunklen Flecken von unterschiedlicher Größe gemustert. Ein nur schwach sichtbarer Augenfleck ist häufig an der Brustflossenbasis vorhanden. Entlang der Rückenmitte erstreckt sich eine Reihe kräftiger, scharfer Dornen. Sie beginnen kurz hinter den Augen und reichen bis zu den beiden kleinen Rückenflossen, die weit hinten auf dem Schwanz liegen. Ein Dorn befindet sich zwischen den Rückenflossen. Besonders groß sind die Dornen über dem Schultergürtel. Je eine weitere Dornenreihe befindet sich über jedem Auge und am Rand der Brustflossen von ihren äußeren Spitzen bis zur Spitze des Rostrums. Bei den Männchen sind die Dornen größer. Zu beiden Seiten des Schwanzes befindet sich je ein fleischiger Kiel der nach hinten immer ausgeprägter wird. Die Schwanzflosse ist sehr klein. Die Bauchflossen sind groß und tief eingebuchtet.

## Lebensweise
Caliraja stellulata lebt in Tiefen von 18 bis 730 Metern. Er ernährt sich von Fischen und Krebstieren und gräbt sich oft vollständig in den Boden ein. Wie alle Echten Rochen ist er eierlegend (ovipar). Die Eier sind raue, längliche Hornkapseln, die 7,1 bis 7,8 cm lang und 5,5 bis 7,0 cm breit sind und an den Ecken mit langen Hörnern versehen sind.